# Eparchie jihoamerická
Eparchie Jižní Amerika je eparchie ruské pravoslavné církve v zahraničí.

## Území a titul biskupa
Zahrnuje správní hranice území celé Jižní Ameriky.
Eparchiálnímu biskupovi náleží titul biskup caracaský a jihoamerický.

## Historie
Dne 23. července 1926 byl protojerej Konstantin Izrazcov Vyšší církevní radou v zahraničí v čele s metropolitou Antonijem (Chrapovickým) jmenován správcem ruských farností v Jižní Americe.
V říjnu 1934 byla zřízena první eparchie Ruské pravoslavné církve v zahraničí, a to eparchie saopauloská a brazilská. Eparchie měla sloužit všem zemím Jižní Ameriky mimo Argentiny, kterou vedl protojerej Konstantin Izrazcov.
V letech 1946 a 1947 dorazil značný počet ruských uprchlíků, a proto byly zřízeny argentinsko-paraguayská, chilsko-peruánská a venezuelská eparchie.
Proces asimilace v Jižní Americe byl rychlejší než v USA nebo v Austrálii. Děti ze smíšených manželství jen zřídkakdy zůstaly pravoslavnými. Misijní činnost prakticky neexistovala. Rusky mluvící emigranti kvůli materiálním problémům odcházeli do jiných zemí, především do USA. Pravoslavní věřící v Jižní Americe začali ubývat. Situaci komplikoval i fakt, že v celé Latinské Americe se nenacházel žádný teologický seminář a studenti vyslaní do Pravoslavného semináře Nejsvětější Trojice v Jordanvillu se domů vraceli jen zřídka a radši zůstávali sloužit v USA.
Roku 2000 byla jihoamerická eparchie jedním z hlavních odpůrců pokračujícího sbližování s Moskevským patriarchátem. V květnu 2007 po Aktu o kanonickém společenství mezi RPCZ a Moskevským patriarchátem se většina farností v Argentině a Brazílii připojila k později exkomunikovanému biskupu Agafangelu (Paškovskému).
Roku 2008 došlo k oživení eparchie a biskupem byl jmenován John (Bērziņš). Získal titul biskup caracaský.
Od srpna 2009 zní titul biskupa caracaský a jihoamerický.
Eparchii nyní sužuje problém schizmatu, ve kterém se nachází snad většina jejích farností. Dalším naléhavým problémem v jihoamerické eparchii je nedostatek duchovních. Eparchie udržuje úzké vazby s argentinskou eparchií pod jurisdikcí Moskevského patriarchátu.

## Seznam biskupů
- 1998–2005 Alexandr (Mileant)
  - 2005–2006 Laurus (Škurla) dočasný správce
- 2007–2007 Agafangel (Paškovskyj) nepřevzal katedru a stal se schizmatikem
  - 2007–2008 Hilarion (Kapral) dočasný správce
- od 2008 John (Bērziņš)